# おんな6丁目 蜜の味
『おんな6丁目 蜜の味』（おんなろくちょうめ みつのあじ）は、1982年に公開された日本映画。田村順子主演・向井寛監督。東映東京撮影所製作、東映配給。
1981年にスポーツニッポンの駅売り版に連載された銀座のオーナーママ・田村順子の小説『おんな6丁目』『おんな6丁目夜の仮面』を原作とした映画。夜の銀座に生きる女たちの生態と女の幸せとは何かを描く。
製作発表記者会見では、映画の題名は『熟女マダム』と大きく横断幕にも書かれていたが、封切時に『おんな6丁目 蜜の味』と変更になった。タイトルの"おんな6丁目"とは「クラブ順子」や「姫」「シルクロード」「アビース」などの高級クラブがあった銀座6丁目を指す。
田村はヌードも披露し、この年、日活ロマンポルノで脱いだ高田美和主演の『軽井沢夫人』（小沼勝監督）などとともに、『熟女ヌード』ブームを興す一人となった。

## キャスト
- 亜矢子：田村順子
- かほる：野川由美子
- 久美：石田夏子
- 孝史：村嶋修
- あずさ：木暮実千代（特別出演）[1]
- 江梨：真木洋子
- たまこ：亜湖
- 令子：真山知子
- 蕗子：吉行和子
- あい：植村由美
- 加代：司瑠美子
- ひとみ：明石多佳子
- 真理：生天目志保
- 上原謙（特別出演）[1][11]
- 吉行和子（特別出演）[1][12]
- 静香：賀原夏子（特別出演）[1]
- 久松幸蔵：岡田英次（特別出演）[1]
- 尾崎：大門正明
- 伊東：根上淳
- 木田：近藤宏
- 原：伊沢一郎
- 小寺：小林昭二
- 小坂：永井秀明
- 南：宮内淳
- 浅井：二瓶正也
- 佐伯：梨元勝
- TVディレクター：川島一平
- 横山：砂塚秀夫
- 達三：山田光一

## スタッフ
- 監督：向井寛
- 脚本：多村映美
- 原作：田村順子
- 企画：吉田達
- プロデューサー：佐野日出男・稲葉清治
- 撮影：鈴木史郎
- 美術：今保太郎
- 録音：川島一郎
- 照明：増川弘邦
- 編集：田中修
- 助監督：片岡修二・道木広志

## 製作
原作者で初めての（唯一の）主役を演じる田村順子は、1941年東京巣鴨生まれで、映画公開時は41歳だった。高校卒業後、三愛デパート、そごう、日本楽器（現・ヤマハ）銀座支店などで受付やOLをした後、山口洋子がオーナーの銀座6丁目のクラブ「姫」でホステスとして働き、2年無遅刻、無欠勤で務め1000万円を貯金し姫から独立。1966年、同じ銀座6丁目の数寄屋通りの花井幸子のブティックの向かいのビルの地下1Fに「クラブ順子」を出した。24歳でママとなったため、銀座の最年少ママとして話題を呼んだ。オープン早々店に来たなかにし礼の愛人になり、映画公開時は和田浩治の妻だった。「クラブ順子」は2022年現在まで55年の間、同じ場所で営業を続けている。
東映が田村を脱がそうとしたのは1978年が最初で、宇能鴻一郎原作とする『むれむれ夫人』という東映ポルノだった。監督も本作と同じ向井寛で、親子ほど年齢の違う社長に嫁いだ主人公が、社長がちっともお役目を果たしてくれずあそこがムレムレ、ハケ口を求めであっちのベッドからこっちのベッドへという話で、社長役は藤村有弘で、たっぷり濡れ場もあると公表もされ、"福マン"を自称する順子ママのポルノ初挑戦を期待させたが、決定寸前でお流れになった。田村は出る予定だったが、ちょうど田村が初めて作詞に挑戦した「ふたりの吉祥寺」（作曲：浜口庫之助）が、夫の和田浩治と山内利江子とのデュエットでヒットの兆しが見え始め、吉祥寺の商店街が応援することも決まり、ようやく夫のチャンスが回って来た矢先に、ポルノで水を差すのはデメリットが大きいと判断し、映画出演を辞退した。田村は「私自身の体調もよくないので、お断りしました。一部ではポルノといわれてるけど、艶笑喜劇なんですョ。監督とも話し合い、裸はダメ、キスもダメ、それに卑猥には撮らないという誓約書も取ってあります」などと話したが、宇能鴻一郎原作で当該タイトルで、しかも"ピンクの巨匠"向井寛の監督作でそのような誓約書が交わされることは有り得ない。『むれむれ夫人』は同じ東映で主役が飛鳥裕子に交代し、夫役は小松方正になり映画化されている。
結局、東映はこの時は諦めたが、1981年に山口洋子の原作を映画化する話が流れた後、田村の小説がスポーツニッポンに連載されたのを見て、再度アタックをかけ、またしつこく説得し出演を了承させた。1982年は"熟女パワー""熟女ヌード"が映画界に吹き荒れ、当時、東映セントラルフィルムとにっかつ撮影所が組んで映画を製作しようと企画が幾つか持ち上がり、『火の蛾』などと共に、辺見マリ主演で『ルージュ』なども企画に挙がり、西村昭五郎監督・石井隆脚本で製作が進んでいたが、辺見が降りて、にっかつ単独製作で、新藤恵美主演・那須博之監督に代わり、1984年に映画化されている。にっかつは熟女ヌードの映画として、小柳ルミ子、由美かおる、ちあきなおみ、アグネス・ラム、ジュディ・オング、黛ジュン、大谷直子、天地真理らをリストアップしていると言うのはタダなので公表していた。このうち小柳は「にっかつから相当口説かれた」と証言している。

### キャスティング&撮影
田村は脱ぐことを渋り、撮影が始まってもOKせず。田村の濡れ場が無ければ興行価値は低いと判断した東映は、遮二無二田村を説得し、撮影最終日になってようやく田村も承諾し、濡れ場の撮影が行われた。田村は新人の村嶋修を相手に大熱演。トシを感じさせない艶やかな肢体でスタッフも息をのんだが、いざカメラが回り出すとシーツで体を隠すなどNGを続出させ、3分のシーンに600メートルもフィルムを費やした。撮影が終わると涙をボロボロ流し「銀座のママを16年もやってるけど、こんな悲しい思いをしたのは初めて」と話し、「撮影中、私を支えたのは浩治さん。色々アドバイスしてもらいました」と夫婦仲の良さを強調した。マスメディアの話題を呼んだのが、ロマンポルノで脱いだ高田美和も田村も揃って亭主が女房が脱ぐことを積極的に薦めたとされ、妻のヌードを満天下の好奇の目に晒すとは、と驚かれた。田村は和田が演技指導し、ヌードになることをためらう妻を口説いたとされる。
江梨役の真木洋子は宮内淳との激しい濡れ場を演じたが全カットされた。向井監督から「こういう声出して！」「こういう言葉遣って!」などとハードな濡れ場指導を受けて、覚悟の撮影だったため、全カットの仕打ちには週刊誌上で不満を述べた。但し、乳房を露出するスチール写真は公開されている。

## 同時上映
『野獣刑事』
- 主演：緒形拳 監督：工藤栄一 脚本：神波史男